# نفل مدرع
النفل المدرع (باللاتينية: Trifolium clypeatum) نوع نباتي من جنس النفل من الفصيلة البقولية.

## الموئل والانتشار
موطنه الأصلي بلاد الشام وتركيا وقبرص وكريت.